# Phegopteris prolifera
Phegopteris prolifera là một loài thực vật có mạch trong họ Thelypteridaceae. Loài này được (Kaulf.) Mett. miêu tả khoa học đầu tiên năm 1856.